# Architecture dans l'ancien Sri Lanka
Le Sri Lanka de l'Antiquité, présente de nombreux styles, dont les sources d'inspiration ont été puisées dans l'architecture de l'Inde et celle de l'Asie de l'Est. Ce continent a joué un rôle important dans la façon dont été construits les édifices. L'influence du bouddhisme fut considérable dès le IIIe siècle av. J.-C. Plus de 25 styles différents ont été recensés dans les complexes bouddhistes, du royaume Anuradhapura, et de Polonnaruwa (XIe – XIIIe siècles). Le palais de Sigiriya est considéré comme un chef-d'œuvre de l'architecture ancienne et de l'ingéniosité, la forteresse de Yapahuwa et le Temple d'Or de Dambulla à Kandy sont également remarquables pour leurs qualités architecturales.

## Édifices bouddhistes

### Temples des cavernes

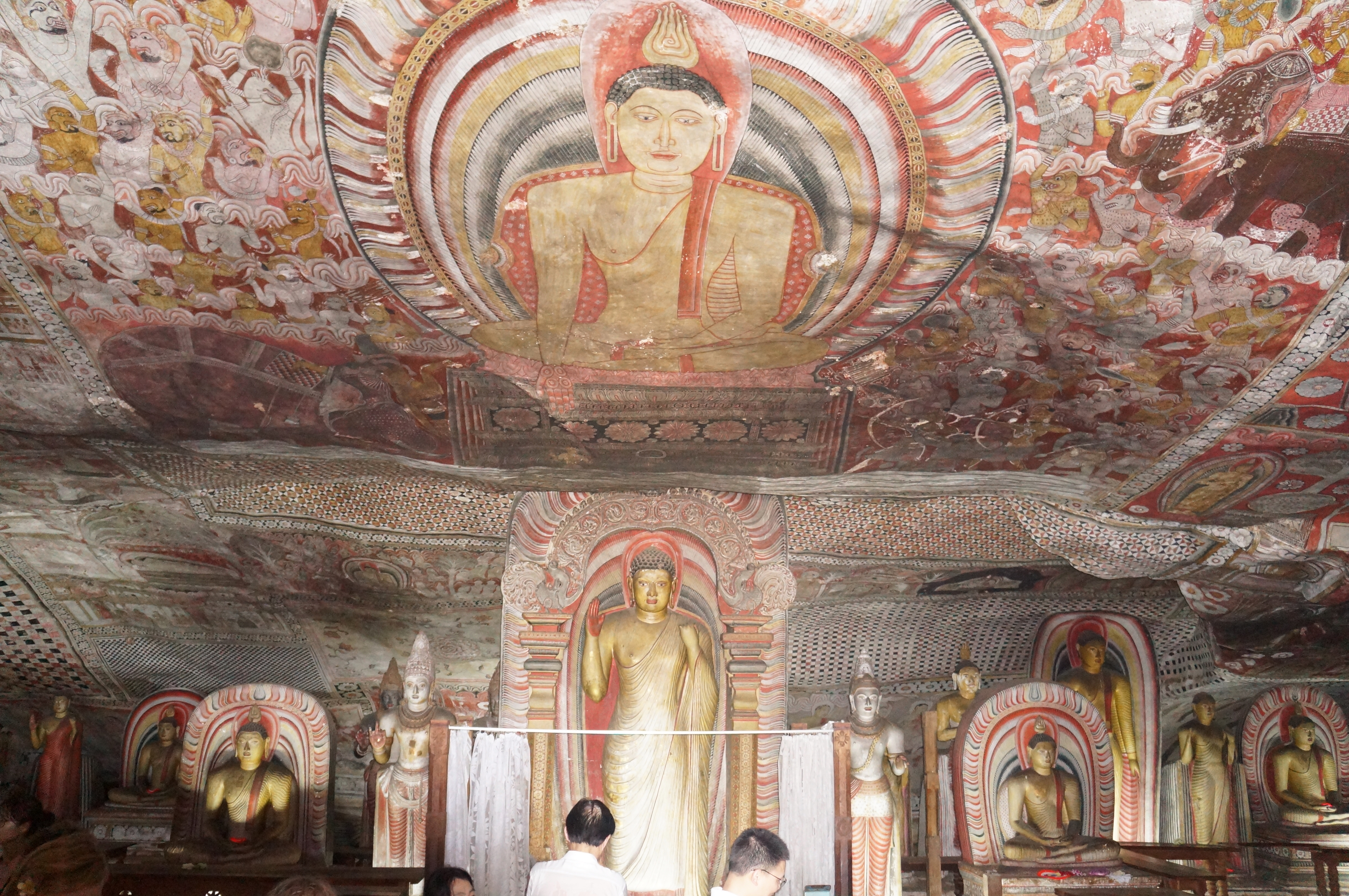
Temple d'Or de Dambulla

Les premiers aménagements des temples dans les cavernes ont été réalisés dans le complexe du temple de Mihintale.
Les temples de Polonnaruwa et de Temple d'Or de Dambulla étaient à leur origine rupestres, ce n'est que par la suite qu'ils furent transformés et aménagés. Des portes, des fenêtres furent installées, et des murs faits de briques ou en pierre furent ajoutés. Les toits et les murs furent enduits d'un crépi blanc, et ornés avec des fresques qui illustraient les  contes de Jātaka . La caractéristique de ces grottes est l'utilisation du rebord sculpté sur le bord supérieur du plafond dans la roche pour arrêter les eaux de pluie, qui s'infiltrent dans la grotte.

### Dagobas ou Stupas

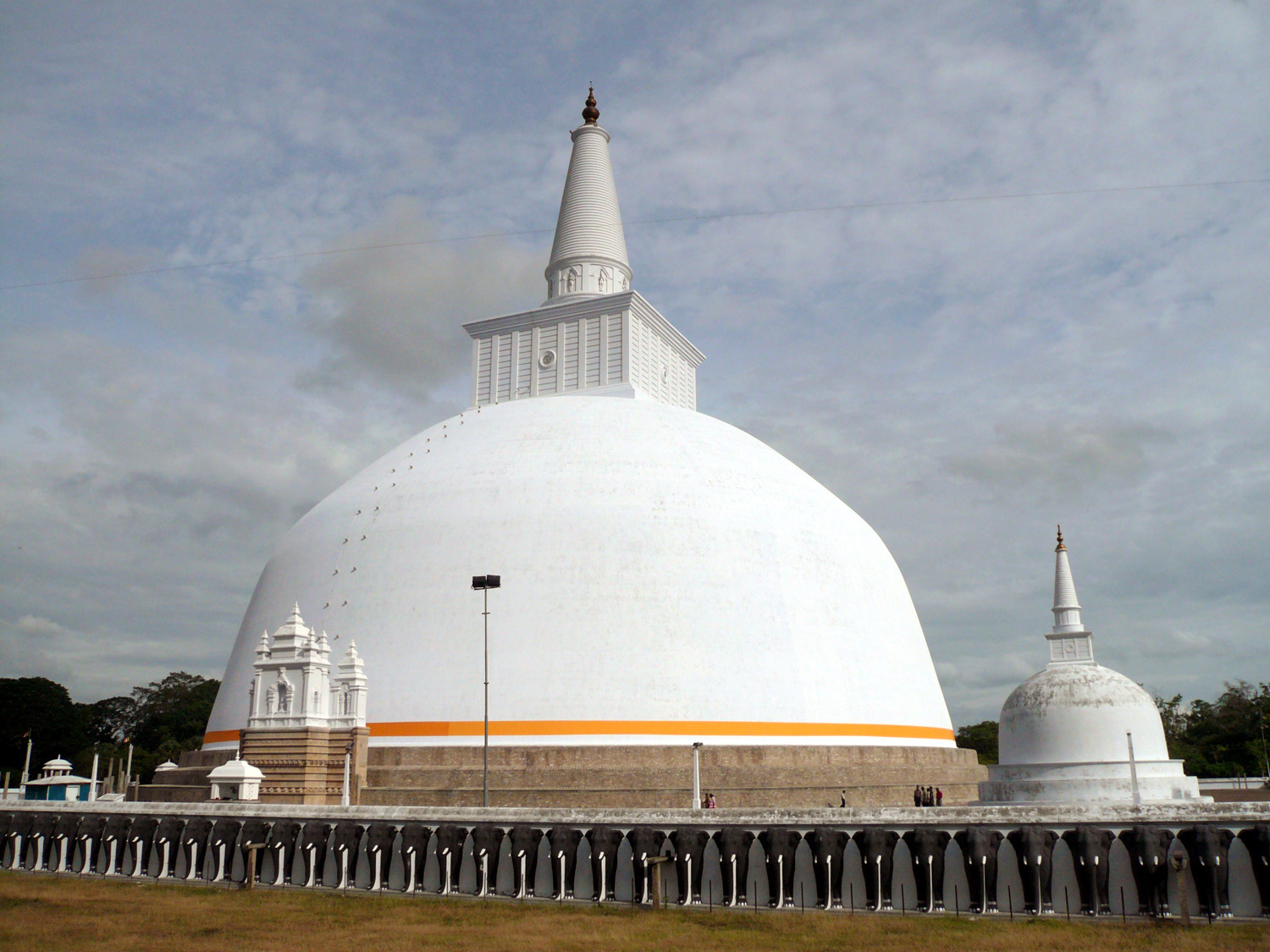
Le stupa Ruwanweli Saya d'Anuradhapura

Les dagobas ou stupas Jetavanaramaya Dagba, Abhayagiri Dagaba et Demala Maha Seya, sont les plus grandes structures en briques connues du monde antique. Ils contiennent des reliques du Bouddha, mais aussi celles d'un bodhisattva ou d'un personnage éminent et reconnu . .

### Vatadage

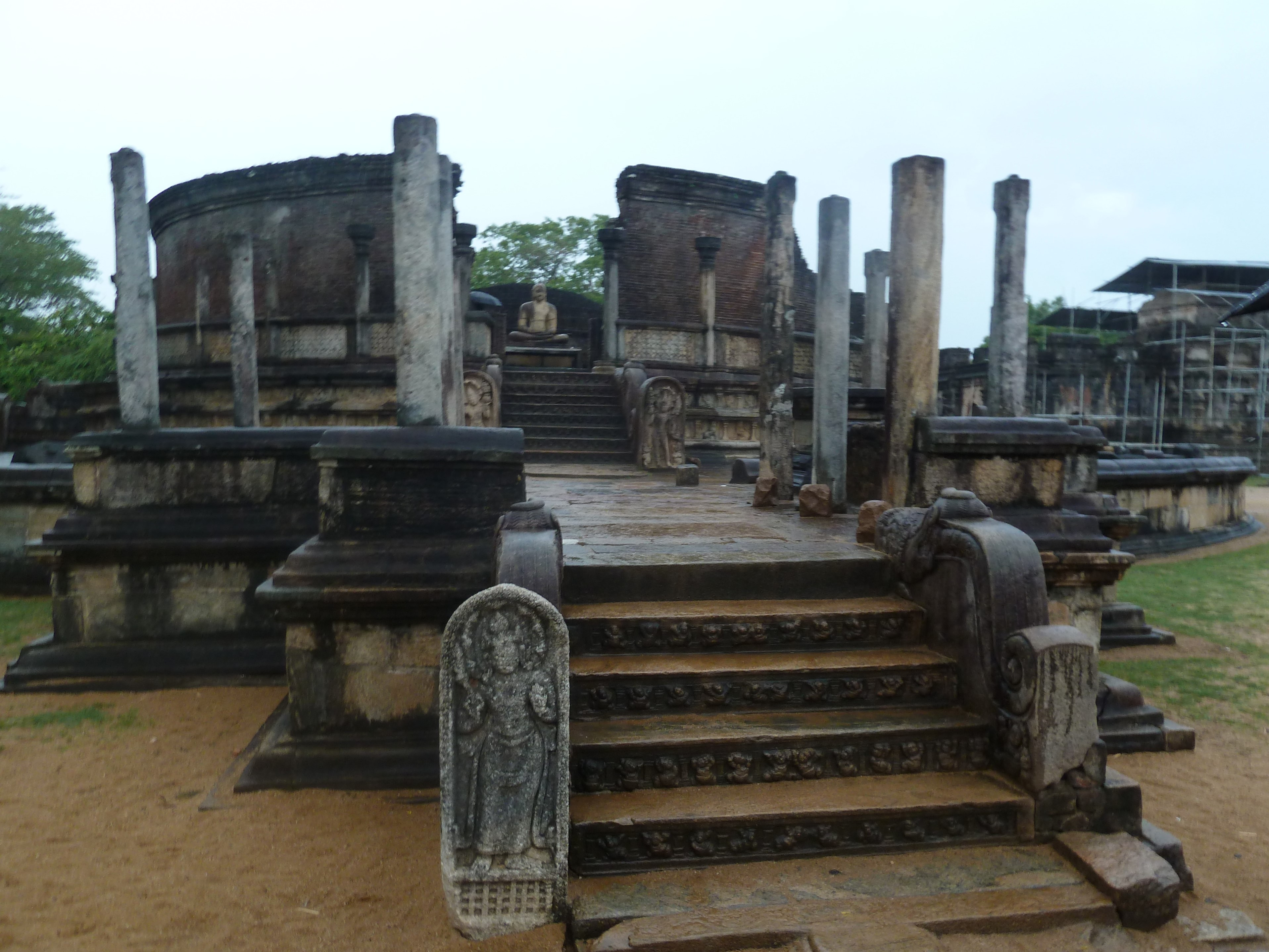
Polonnâruvâ Vadatage

Le vatadage est considéré comme l'une des créations architecturales les plus prolifiques de l'ancien Sri Lanka; cette conception représente la mutation d'une perspective dans la conception du stupa dans l'île. Son nom signifie « chambre circulaire des reliques » .

### Maisons de méditation

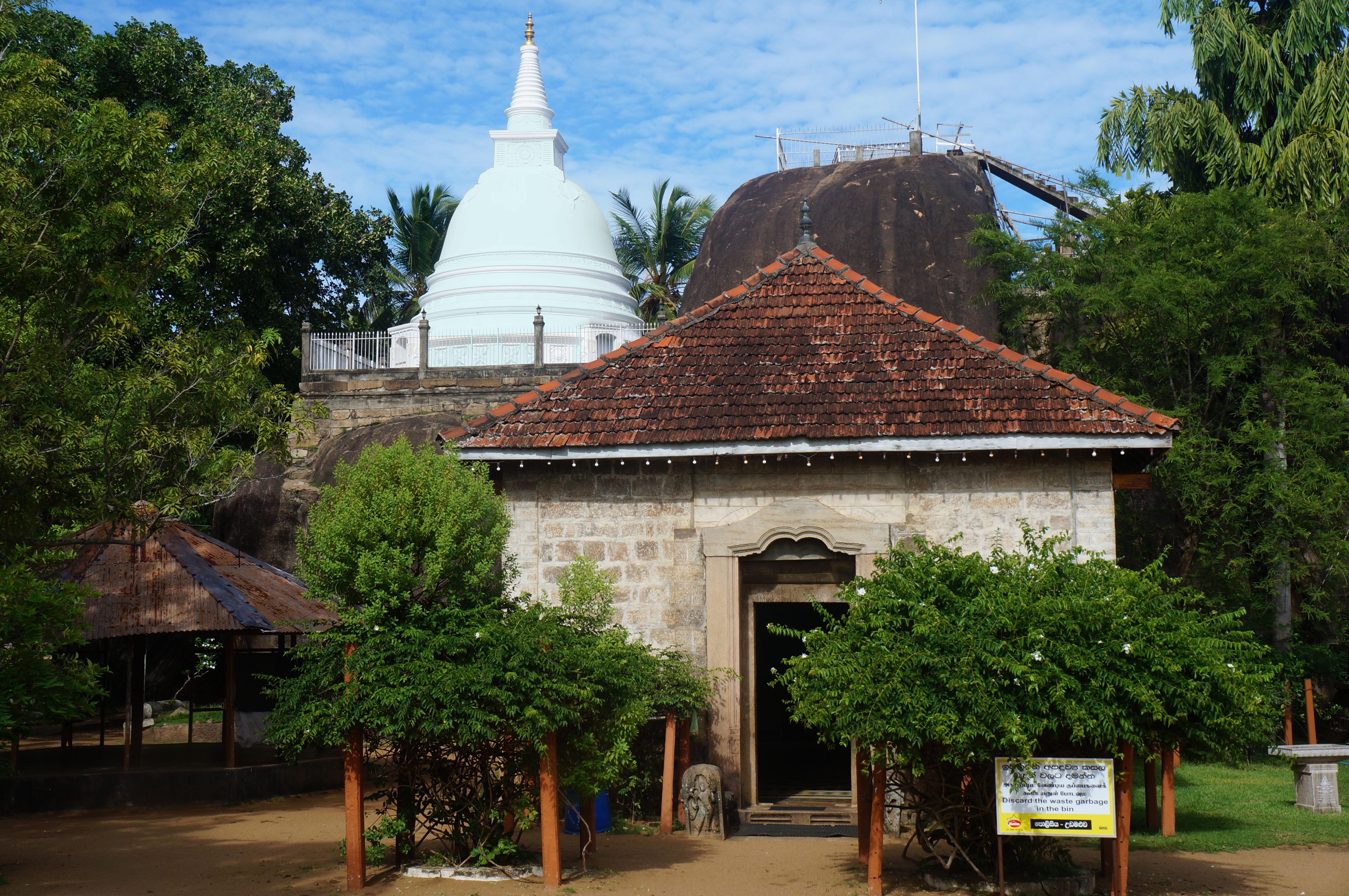
Sanctuaire d'Isurumuniya Rock Temple

Les maisons de méditation trouvées dans les monastères forestiers de Ritigala et celui de Arankele sont uniques au Sri Lanka. Chaque maison consiste en deux plates-formes surélevées, reliées entre elles par un pont de pierre monolithe. La plate-forme extérieure est ouverte vers le ciel, plus grande et plus haute que la plate-forme intérieure.
Ces maisons de méditation ont atteint un très haut degré de perfection dans leur architecture, la conception combinant des formes carrées et rectangulaires et pourtant maintenues symétrie, indiquant la connaissance sophistiquée des architectes en géométrie. La maçonnerie en pierre est également de très haut niveau. Les sous-sols de ces bâtiments étaient construits avec des blocs de pierre monumentaux, coupés à des tailles différentes, soigneusement vêtus et très finement assemblés. Le pont reliant les deux plates-formes était formé d'une seule dalle de pierre. Certaines dalles mesuraient 15 pieds (5 m) par 13 pieds (4 m). elles ont été coupées avec précision car leurs joints sont à peine perceptibles.

### Sanctuaires
Les sanctuaires en brique à toit voûté, vus à Thuparama, Lankatilaka et Tivanka Pilimage, sont également considéré comme uniques au Sri Lanka. Thuparama est presque intact aujourd'hui et il donne un aperçu de la manière dont le toit voûté a été créé.

## Gratte-ciel
- 'Lovamahapaya'  fut dans les temps anciens, un complexe qui se situait entre Ruwanwelisaya, et Jaya Sri Maha Bodhi (en), dans l'ancienne cité de Royaume d'Anuradhapura, Sri Lanka, connu sous le nom de Palais Brazen ou Lohaprasadaya parce que le toit était couvert de tuiles bronze. Ce complexe comprenait un réfectoire, un Uposatha, et oratoire (Simamalak) dans lequel le moine Sangha se rendait pour réciter le traité de rituel ou canonique sutra.
- Le gigantesque immeuble Lohaprasada, avait été construit durant le règne du roi Dutugemunu. On pense que la construction des neuf étages nécessita six années de travail. Les côtés de l'édifice mesuraient 400 pieds (120 m), il reposait sur une structure de 40 rangées comportant chacune, 40 piliers. Ce bâtiment fut complètement détruit par le roi Saddhatissa.

## Palais

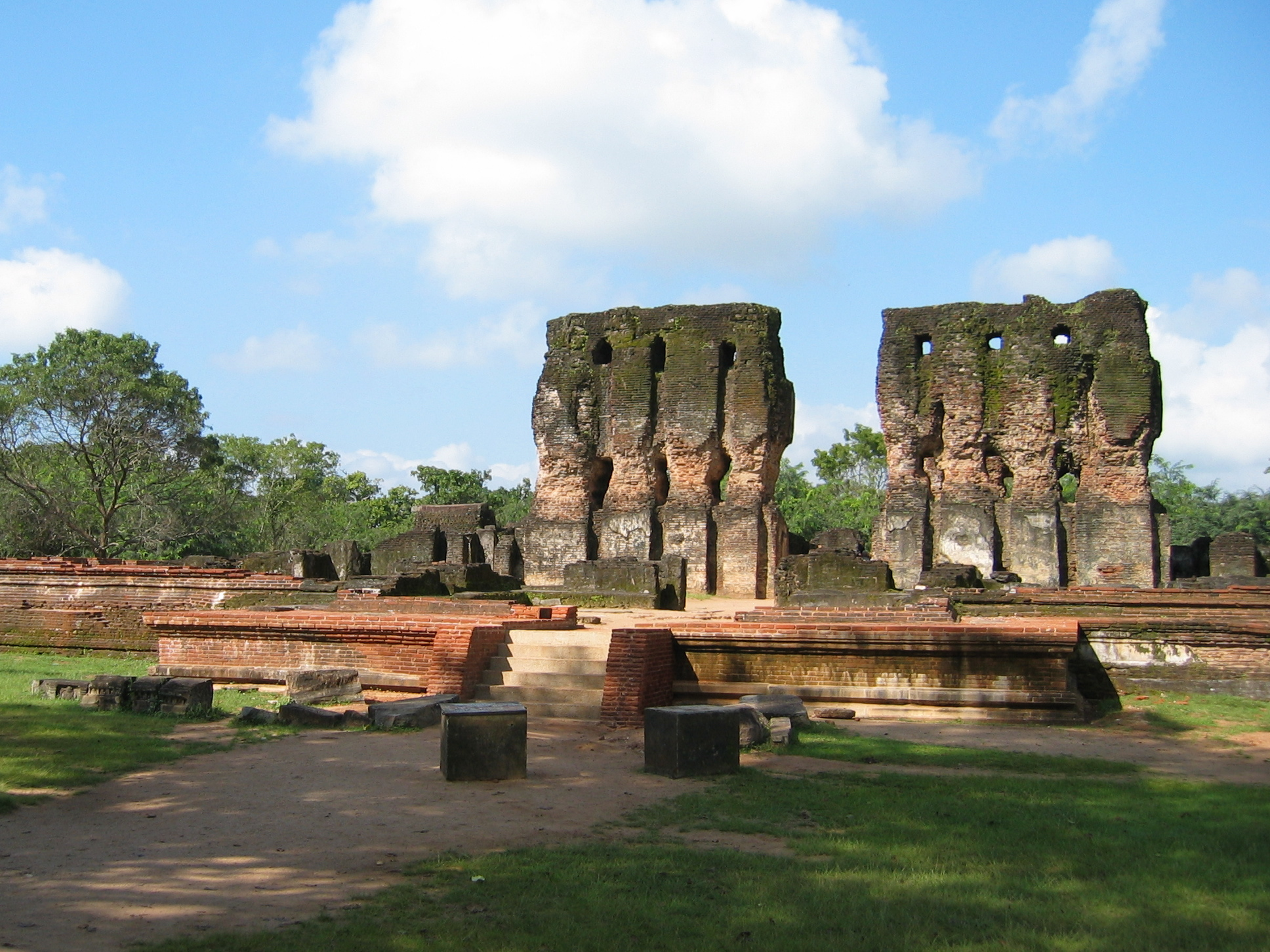
A Royal Palace in Polonnaruwa

Cinq résidences royales ont été identifiées.
- Le palais de Vijayabahu I [4] dans le centre-ville à Anuradhapura,
- les palais de Nissanka Malla et Parakramabahu, à Polonnaruwa,
- le palais de 'Sugala", dans la province d'Uva,
- le palais de "Panduwasnuwara", près de Hettipola.

## Piscines

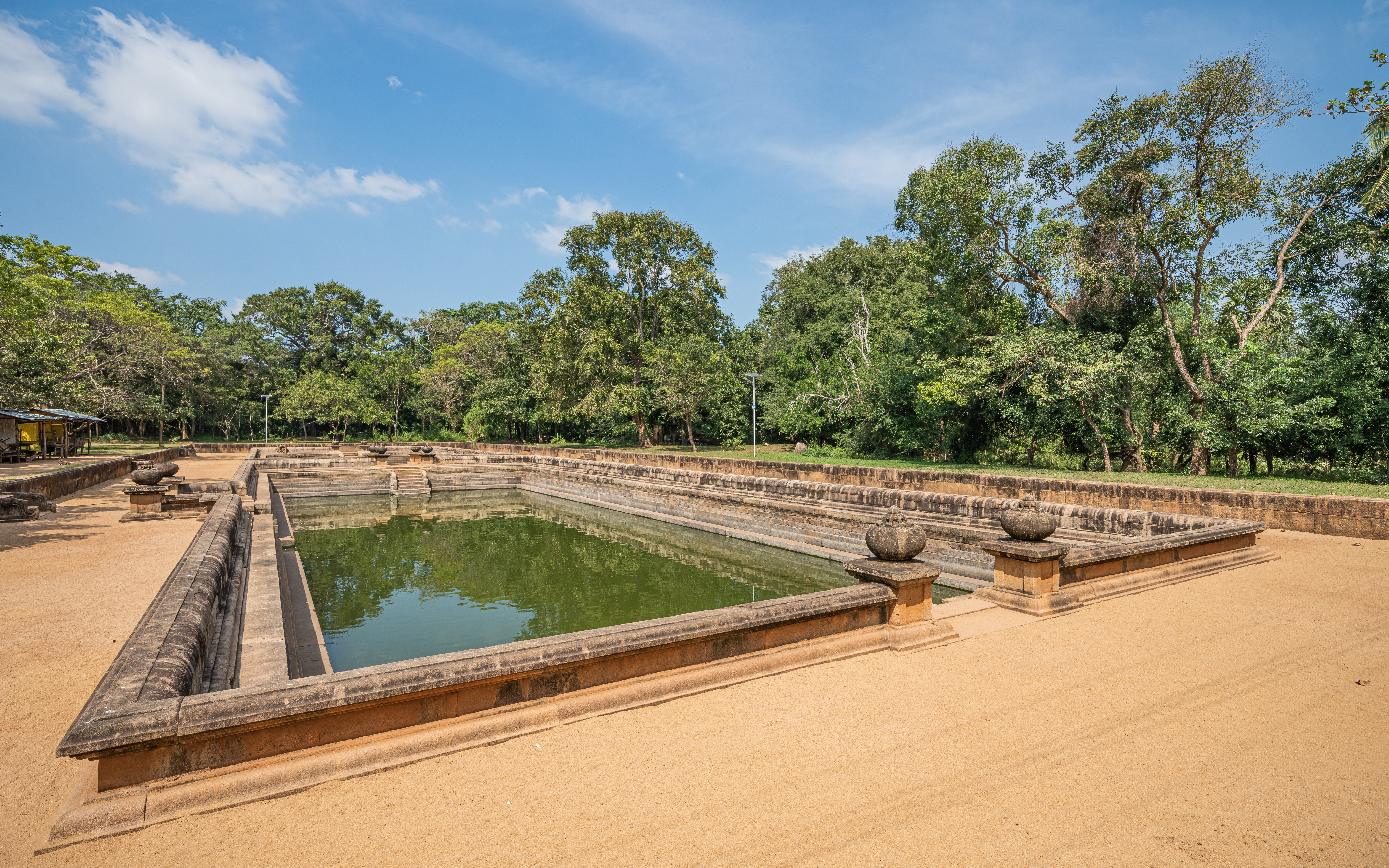
Piscine d' Kuttam Pokuna d'Anuradhapura

Le meilleur exemple de construction d'une piscine royale est celui de Kuttam Pokuna (en), à Polonnaruwa. D'autres piscines ont été construites sous l'ère du roi Anuradhapura: celles de l'étang de lotus "Nelum pokuna", celle de l'étang d'eau chaude "Pokant", celle d'Ath Pokuna, construite pour le bain des éléphants à Lankarama (en), et la piscine d'eau noire "Kaludiya Pokuna" de Mihintale.

## Salles d'audience
Dans Polonnaruwa l'un des sites du « triangle culturel » , subsistent les vestiges de la salle d'audience publiques du roi "Parakramabahu", construite sur une large terrasse à trois niveaux, et ceux de la chambre du conseil du roi Nissanka Malla.

## Hôpitaux
Les hôpitaux monastiques de Mihintale et de Polonnaruwa donnent une idée de l'architecture hospitalière. Le musée national de Colombo possède les plans de ces bâtiments, qui possédaient une cour intérieure et une cour extérieure autour desquelles étaient agencés les dortoirs ainsi que des espaces destinés aux soins, aux bains, et aux toilettes.

## Villas
Une villa datée 450 av. J.-C., construite avec du torchis sur clayonnage, de l'enduit blanchi à la chaux, du bois acacia (warichchi), a été découverte près de Kirindi oya. D'autres à Adalla, Wirawila, et à Valagampattu. Ce sont de grandes maisons qui comportent une petite cuisines, des chambres, des appartements et des dépendances (entrepôt, silo pour le paddy, et des hangars pour garder les chariots).